# Macrocerides anacleti
Macrocerides anacleti är en tvåvingeart som beskrevs av Borgmeier 1969. Macrocerides anacleti ingår i släktet Macrocerides och familjen puckelflugor. Inga underarter finns listade i Catalogue of Life.